# Hernando Siles
Hernando Siles is een provincie in het departement Chuquisaca in Bolivia. De provincie heeft een oppervlakte van 5473 km² en heeft 32.398 inwoners (2012). De hoofdstad is Monteagudo.
Hernando Siles is verdeeld in twee gemeenten:
- Huacareta
- Monteagudo

Belisario Boeto · 
Hernando Siles · 
Jaime Zudáñez · 
Juana Azurduy de Padilla · 
Luis Calvo · 
Nor Cinti · 
Oropeza · 
Sud Cinti · 
Tomina · 
Yamparáez